# Thietmar van Merseburg (graaf)
Thietmar I (ook wel Thiatmar, Dietmar of Thiommar) (? - 1 juni 932), graaf en markgraaf van Merseburg, was de militaire opleider (vir disciplinae militaris peritissmus) van Hendrik de Vogelaar, erfgenaam en daarna hertog van Saksen. 
Hij trouwde met een nicht van Hatheburg, de eerste vrouw van Hendrik de Vogelaar. Zij gaf hem twee zonen, Siegfried, markgraaf van Merseburg en Gero de Grote. Zijn dochter Hidda trouwde met Christiaan van Thüringen en was de moeder van Thietmar, markgraaf van Meissen, en aartsbisschop Gero van Keulen en Odo I, markgraaf van de Saksische Oostmark. 